# Château de Magnanne
Le château de Magnanne est situé sur la commune de Ménil, dans le département de la Mayenne.

## Historique

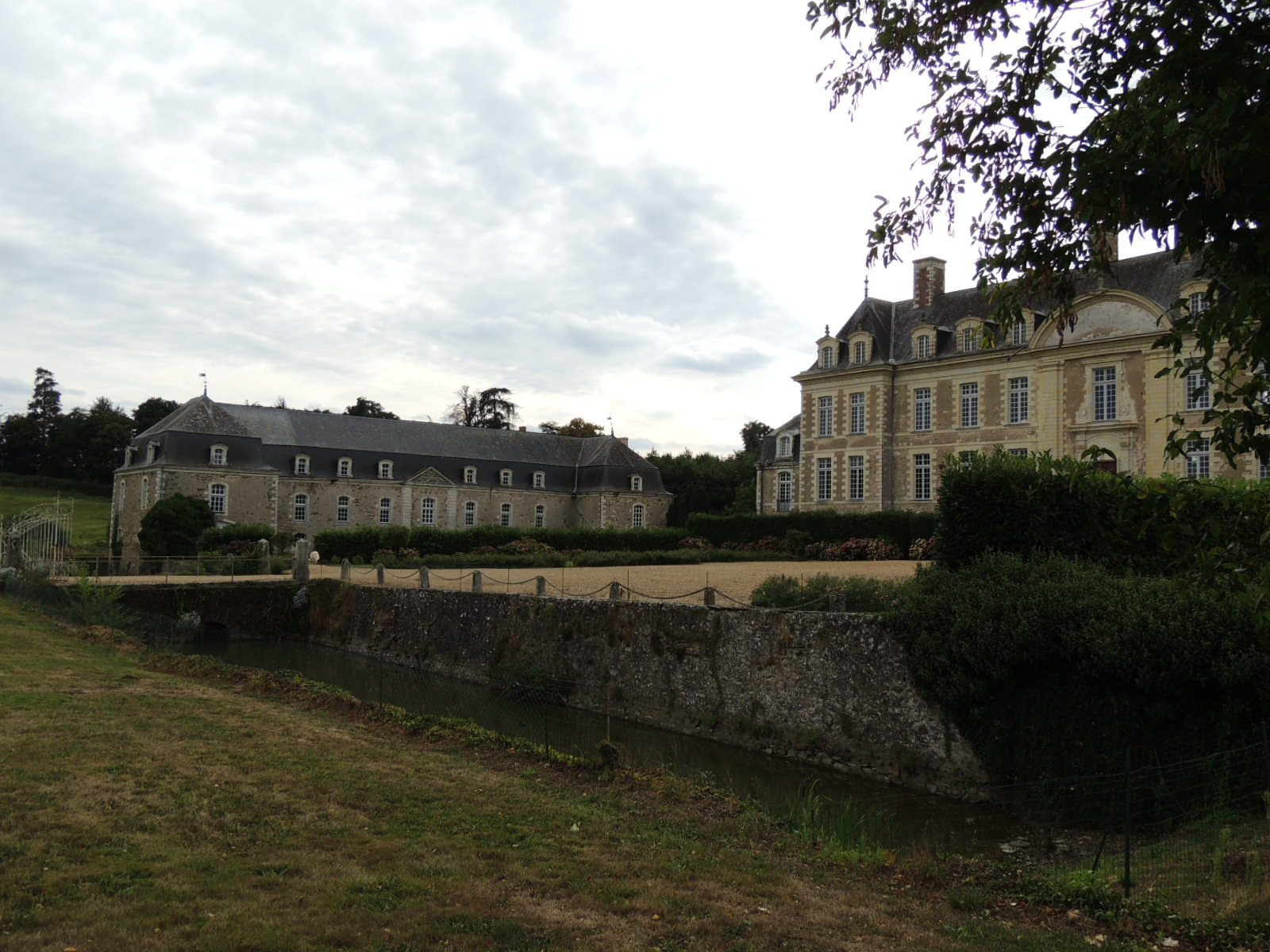

Édifié à la fin du XVIIe siècle par Michel de Racappé, seigneur de Ménil, le château de Magnanne, dont la terre fut érigée par Louis XIV en marquisat en 1701, est devenu, par alliance en 1755, propriété de la famille de La Tullaye, puis, en 1883, toujours par alliance, de la famille de Sabran-Pontevès. Il est vendu en 1923 par le duc de Sabran-Pontevès au baron Édouard Creuzé de Lesser.
Seigneurs et propriétaires du château de Magnanne du XVe au XIXe siècle:
En 2024, il est mis en vente à plus 3 millions d'euros.

### La Famille de Racappé
- Jean II Raccapé, issu d'une famille d'extraction chevaleresque bretonne établie en Anjou depuis sa filiation prouvée remontant au XIVe siècle[1], seigneur de la Goderie (au Lion d'Angers), acquiert, le 10 février 1429, de Bertrand Gouion, seigneur de Beaucorps, la terre, fief et seigneurie de Magnanne, en échange de ses biens en Bretagne ;
- Louis Raccapé, fils du précédent, écuyer, seigneur de Magnanne et de la Goderie, époux de Mathurine de la Faucille, selon partage du 24 août 1455 ;
- René Raccapé, fils du précédent, écuyer, seigneur de Magnanne et de la Goderie, époux, le 10 juin 1498, de Jehanne Briant de Brie, fille de rené Briant de Brie, seigneur de Villemoisant, et de Marguerite de Perriers ;
- Pierre Raccapé, fils du précédent, écuyer, seigneur de Magnanne et de la Goderie, époux, le 13 septembre 1523, de Renée Esperon, fille de rené Esperon, seigneur de la Persrillère et des Cartes, et de Catherine Daron ;
- Claude Raccapé, fils du précédent, écuyer, chevalier de l'ordre du Roi, gentilhomme de la chambre, capitaine-lieutenant des Gardes-du-corps du roi, seigneur de Magnanne, la Houssaye, Cornets, Saint-Fort, la Brulatte, Saint-Laurent-des-Mortiers, etc., époux, en premières noces, de Renée de Panantays, veuve de rené Fleury, sieur de la Houssaye, puis, en secondes noces le 9 décembre 1595, Charlotte de Samson, fille de François de Samson, seigneur d'Amenée, Milon, la Houssaye, etc. et de Sapience Le Gay de la Hammonière. par lettres données à Chateaubriant le 19 octobre 1565, Claude de Raccapé est confirmé dans son état de gentilhomme ordinaire ;
- René de Racappé, fils du précédent, écuyer, chevalier des ordres du Roi, gentilhomme ordinaire de Mgr le prince de Condé, capitaine lieutenant des gardes de Sa Majesté, seigneur de Magnanne, Ménil, Teigné, Bressault, Brez, l'Aubinière, etc., époux, le 29 juin 1618, de Suzanne Leroux de la Roche-des-Aubiers, décédée le 30 janvier 1647, fille de Charles Leroux, seigneur de la Roche-des-Aubiers, chevalier de l'ordre du roi, gentilhomme ordinaire de la chambre, et de Marie Hurault. Il est décédé, âgé de 74 ans, le 31 mai 1673 et inhumé dans le chœur de l'église Saint-Georges de Ménil ;
- Henri-Michel-Augustin de Racappé, fils du précédent, chevalier, seigneur de Magnanne, de Ménil, Taigné, Bressault, Brez, des Granges, etc., époux en premières noces, le 22 avril 1662, de Geneviève Cornuau de la Grandière, décédée le 12 février 1675, fille de Nicolas Cornuau, avocat en parlement, seigneur de la Grandière, d'Echarbot, des Granges, de Muosay, et de Anne Eveillard, puis en secondes noces, le 7 août 1681, de Anne Marest (ou Marais), fille de Pierre Marest, conseiller du roi en ses conseils, bailli, juge royal des exempts par appel à Laval, et de Renée Garnier, mais dont il fut séparé de biens par sentence du présidial d'Angers du 6 mai 1684. C'est Michel de Racappé, décédé en 1699, qui fit construire l'actuel château sur sa terre de Magnanne, dont l'édification est datée des années 1680-1700 ;
- Henri-François de Racappé (1664-1750), fils du précédent, né le 20 septembre 1664 au château d'Echarbot (près d'Angers), chevalier, seigneur de Ménil, Magnanne, Breil, Bressault, Taigné, etc., époux, le 23 juillet 1693, de Anne-Marie Millet de Naumare, décédée en 1714, fille de Nicolas Millet, écuyer, seigneur de Naumare, et de Catherine Landois. Nommé lieutenant des maréchaux de France aux bailliage et sénéchaussée d'Angers le 12 février 1699, il voit, par lettres patentes de Louis XIV d'avril 1701, la terre de Magnanne et ses dépendances érigée en titre et dignité de Marquisat. Henri-François de Raccapé termina la décoration du nouveau château de Magnanne dans le premier tiers du XVIIIe siècle. Le 16 juin 1716, le marquis de Magnanne donne à son fils, Henri-Michel alors mousquetaire, la quasi-totalité de ses biens, puis, le 6 juillet 1726, à l'occasion de son mariage, lui abandonne tout ce qui lui reste de biens tant en meubles qu'immeubles, droits, noms, etc. En 1721, il se démet de son office de lieutenant des maréchaux de France au bailliage d'Angers, publie en 1725 son livre intitulé "La véritable grandeur d'Ame", réédité en 1732 et 1740, rencontre le pape Benoit XIII en 1729 au Vatican, puis il se retira définitivement à Saint-Laurent-sur-Sèvre, dans la maison du Chêne Vert qu'il avait acheté pour les filles de la Sagesse, où il mourut, âgé de 86 ans, le 15 mars 1750[4] ;
- Henri-Michel de Raccapé, fils du précédent, maître de camp de cavalerie et guidon des gendarmes de Bretagne, marquis de Magnanne, seigneur de Saint-Laurent-des-Mortiers et de Sœurdres, époux, le 6 juillet 1726 à Angers, de Marie-Louise-Charlotte Le Roux de la Roche des Aubiers, fille de Pierre Georges Leroux, comte des Aubiers, et de Marie Françoise de Salles. Le 20 mai 1739, il acquiert le marquisat de Château-Gontier de Félix Aubry, marquis de Vastan, que sa veuve revendra en 1760. Il est décédé le 13 mars 1755, à Paris, sans postérité, Magnanne revenant alors à sa sœur. Sa veuve épousa en secondes noces le vicomte Pierre-Georges de Rougé, puis en troisièmes noces Michel-Jérôme d'Andigné ;

### Les de La Tullaye et de Sabran-Pontevès
- Salomon-François II de La Tullaye (1682-1762), beau-frère du précédent, né à Nantes le 18 décembre 1682, fils de Salomon-François I de la Tullaye et Marie-Anne Morice, chevalier, seigneur de Coetquelfen, du Plessis-Tison, de Coulongé, de Port-Durant, de Belle-Isle, etc., procureur général à la Chambre de comptes de Bretagne de 1715 à 1745, époux le 18 juillet 1715 au Mans d'Anne Thérèse Henriette de Racappé, Il devient propriétaire de Magnanne en 1755 ;
- Henri-Anne-Salomon de La Tullaye (1716-1775), fils du précédent, né à Nantes le 30 juillet 1716, seigneur de Magnanne, conseiller du Roi en ses conseils et procureur général à la Chambre des comptes de Bretagne de 1745 à 1775, époux, le 2 juillet 1745 à Nantes, de François-Siméonne-Stylite Moulin de Cheviré, fille de Siméon-Stylite Moulin, chevalier, seigneur de Chéviré, maître de camp de dragons, major de la ville et du château de Nantes, chevalier de Saint-Louis, et de Louise-Hilarionne Bonnier de la Piltière. Il est décédé le 22 juin 1775 au château de Magnanne et fut inhumé dans l'église de Ménil ;
- Augustin-Louis-Salomon de La Tullaye (1751-1825), fils du précédent, né à Nantes le 6 novembre 1751, chevalier, seigneur de Magnanne, seigneur de Ménil, Teigné, Bré, Bressault, etc., conseiller du Roi en ses conseils et procureur général à la Chambre des comptes de Bretagne de 1775 à 1791, époux, le 30 juin 1786 à Nantes, de Henriette-Julie Perrée de la Villestreux, fille de Nicolas-olivier Perrée, chevalier, seigneur de Villestreux, de Courville, etc. maître en la Chambre des comptes de Bretagne, et de Catherine Périsset. Le 3 novembre 1802, il parraine avec sa femme la nouvelle cloche, nommée Georges, de l'église de Ménil. Le 26 décembre 1812, est célébré dans la chapelle du château de Magnanne, le mariage de Marie-Hentiette de la Tullaye avec Charles-François-rené Déan de Luigné. Il est décédé le 28 janvier 1825 ;
- Augustin-Jean de La Tullaye (1788-1866), fils du précédent, né le 26 juin 1788 à Nantes, seigneur de Magnanne, époux, en janvier 1814, de Suzanne de l'Ecuyer, décédée le 10 juillet 1853 à Magnanne, fille de Michel-Denis de l'Ecuyer, seigneur de la Papotière, et de Victoire du Bouchet de la Tour du Roc d'Allas. Il fut maire de Ménil de 1814 à 1830, sous la Restauration, puis de 1843 à 1845 et de 1848 à 1866. Décédé, âgé de 78 ans, le 29 septembre 1866, il est enterré à Ménil ;
- Jules-Augustin de La Tullaye (1817-1883), fils du précédent, seigneur de Magnanne, époux de Marie Le Cercler. Il fut maire de Ménil de 1866 à 1883.
- Edmond-Marie-Zozine de Sabran-Pontevès (1841-1903), gendre du précédent, né à Marseille le 2 septembre 1841 et décédé à Magnanne le 17 novembre 1903, fils de Marc-Edouard de Pontevès-Bargème, duc de Sabran, marquis de Pontevès-Buoux et Giens, vicomte de Bargème, et de Régine de Choiseul-Praslin, comte puis en 1894 duc de Sabran, époux, le 9 février 1870 à Ménil, de Charlotte-Cécile de la Tullaye, fille du précédent et décédée au château de Magnanne le 19 décembre 1884. Il fut maire de Ménil de 1883 à 1896.

## Classement
Le monument fait l’objet d’un classement au titre des monuments historiques depuis le 6 août 1958.
Il est à vendre en 2018.